# Brian van Loo
Brian Marcel van Loo (ur. 2 kwietnia 1975 w Almelo) – holenderski piłkarz występujący na pozycji bramkarza.

## Kariera
Van Loo karierę rozpoczynał w klubie PH Almelo. Później był zawodnikiem amatorskiego Stevo. Do profesjonalnej piłki trafił w 1999 roku, mając 24 lata. Został wówczas graczem drugoligowego Heraclesa Almelo. W jego barwach zadebiutował 6 września 1999 w przegranym 1-2 ligowym pojedynku z ADO Den Haag. Szybko stał się pierwszym bramkarzem ekipy z Polman Stadion. W 2005 roku awansował z klubem do ekstraklasy. Wówczas stracił jednak miejsce w składzie na rzecz Martina Pieckenhagena. W Eredivisie van Loo zadebiutował 8 lutego 2006 w zremisowanym 1-1 ligowym meczu z SC Heerenveen. Łącznie w sezonie 2005/2006 w lidze zagrał trzy razy. Po jego zakończeniu odszedł z klubu. Łącznie w barwach Heraclesa rozegrał 198 spotkań.
Latem 2006 podpisał kontrakt z innym pierwszoligowcem - FC Groningen. Pierwszy występ zanotował tam 18 marca 2007 w zremisowanym 1-1 ligowym spotkaniu z FC Twente. Przez cały pierwszy sezon w Groningen był rezerwowym dla Basa Roordy i wystąpił w lidze sześć razy. Od początku następnej edycji rozgrywek ligowych był pierwszym bramkarzem ekipy ze stadionu Euroborg. W tamtym sezonie wystąpił z klubem w Pucharze UEFA, ale zakończyli go na pierwszej rundzie po porażce w dwumeczu z ACF Fiorentiną. W sezonie 2008/2009 ponownie stał się rezerwowym, gdyż stracił miejsce w jedenastce Groningen na rzecz Luciano da Silvy. W sezonie 2012/2013 ponownie był zawodnikiem Heraclesa Almelo i w nim też zakończył karierę.